# Comuna de Brańszczyk
Brańszczyk (polaco: Gmina Brańszczyk) é uma gminy (comuna) na Polónia, na voivodia de Mazóvia e no condado de Wyszkowski. A sede do condado é a cidade de Brańszczyk.
De acordo com os censos de 2004, a comuna tem 8463 habitantes, com uma densidade 50,5 hab/km².

## Área
Estende-se por uma área de 167,61 km², incluindo:
- área agricola: 46%
- área florestal: 46%

## Demografia
Dados de 30 de Junho 2004:
|                      | Total   | Total | Mulheres | Mulheres | Homens  | Homens |
| -------------------- | ------- | ----- | -------- | -------- | ------- | ------ |
|                      | pessoas | %     | pessoas  | %        | pessoas | %      |
| População            | 8463    | 100   | 4238     | 50,1     | 4225    | 49,9   |
| Densidade (pop./km²) | 50,5    | 100   | 25,3     | 25,3     | 25,2    | 25,2   |

De acordo com dados de 2002, o rendimento médio per capita ascendia a 1258,65 zł.

## Subdivisões
- Białebłoto-Kobyla, Białebłoto-Kurza, Białebłoto-Nowa Wieś, Białebłoto-Stara Wieś, Brańszczyk, Budykierz, Dalekie-Tartak, Dudowizna, Knurowiec, Niemiry, Nowe Budy, Nowy Brańszczyk, Ojcowizna, Poręba-Kocęby, Poręba Średnia, Przyjmy, Stare Budy, Trzcianka, Tuchlin, Turzyn, Udrzyn, Udrzynek.

## Comunas vizinhas
- Brok, Długosiodło, Łochów, Ostrów Mazowiecka, Rząśnik, Sadowne, Wyszków